# ماورو پیکونه
ماورو پیکونه (به ایتالیایی: Mauro Picone) (زاده ۲ مه ۱۸۸۵ در پالرمو – درگذشته ۱۱ آوریل ۱۹۷۷ در رم) ریاضیدان اهل ایتالیا بود.

## زندگی و کارنامه
پیکونه فرزند یک مهندس معدن بود که در آغاز به کار در معدنهای سیسیل سرگرم بود اما این پروژه به شکست انجامید و خانواده به آرتزو کوچید و در اینجا پدرش به شغل استادی در یک مدرسه پلی تکنیک روی آورد و ماورو مدرسه را در همینجا به پایان برد. سپس در مدرسه عالی نرمال پیزا زیر نظر استادانی همچون اولیسه دینی و لوییجی بیانکی به تحصیل ریاضیات پرداخت. پس از دانش آموختگی به عنوان دستیار دینی مشغول به کار شد و پس از آن یکچند در نزد گوییدو فوبینی در تورین به دستیاری پرداخت. در جنگ جهانی یکم به عنوان افسر توپخانه جنگید و در اینجا به مقام فرماندهی نیز رسید. در ۱۹۱۹ استادیار دانشگاه کاتانیا و در ۱۹۲۱ استادیار دانشگاه کالیاری شد و سپس در سال ۱۹۲۵ در دانشگاه ناپل به استادی رسید و در اینجا در سال ۱۹۲۷ موسسه آنالیز را بنیان نهاد که به مسائل عددی نیز می پرداخت. در ۱۹۳۲ به دانشگاه رم رفت و تا زمان بازنشستگی در همین دانشگاه ماند.
پیکونه به معادلات دیفرانسیل و حساب تغییرات علاقه‌مند بود و در این زمینه کشفهایی کرد که همچون تساوی پیکونه و قضیه اشتورم-پیکونه نامبردار هستند. همچنین در ایتالیا او پیشگام آنالیز عددی به شمار می آید و از زمان جنگ جهانی یکم که در آن بعنوان پژوهشگر بالستیک مشغول کار بود، همچنین به کاربردهای آنالیز ریاضی دلبسته شد که به بنیانگذاری نهادی برای آنالیز کاربردی در رم که سپس به نام خود او نامیده شد انجامید. پیکونه دانشجویان بسیاری در ایتالیا تربیت کرد که از میان آنان میتوان گائتانو فیشرا و کارلو میراندا را نام برد.
پیکونه دارای عضویت آکادمی های علوم در تورین، پالرمو، مودنا، کاتانیا، مادرید و بوینوس آیرس بود.

## آثار
- Teoria introduttiva delle equazioni differenziali ordinarie e calcolo delle variazioni, 1922
- Lezioni di Analisi infinitesimale 1923
- Appunti di Analisi superiore, 1940
- Esercizi di analisi mathmatica, Rom 1943
- Lezioni di Analisi funzionale, 1946
- Lezioni di analisi matematica per gli allievi di ingegneria, Rom 1949
- Trattato di matematiche generali, ad uso delle persone di media cultura matematica, Rom 1947
- Lezioni sulla teoria moderna dell'integrazione, 1952
- e Gaetano Fichera: Trattato di Analisi matematica, 1954, 1955